# 古尔登
古尔登（德語：gulden），或称基尔德（英語：guilder），中文有時會譯為盾，是德语国家或地区的一个货币单位。该词源自中古高地德語中“金芬尼”（guldin pfenninc）的简称，最早是神圣罗马帝国南部及西部用来称呼意大利从1252年开始发行的弗罗林金币的，后来与货币单位“弗罗林”成为可互换使用的名称。